# Armée de Basse-Rhénanie
L'armée de la Bas-Rhénanie est une armée prussienne composée principalement d'unités prussiennes et saxonnes qui est rassemblée à la hâte pendant les guerres napoléoniennes du Basse-Rhénanie, lorsque l'Empereur des Français Napoléon Bonaparte quitte son exil sur l'île d'Elbe et commence la campagne d'été de 1815 avec l'armée des Cent Jours.

## Histoire
Le roi Frédéric-Guillaume III de Prusse décide le 17 mars 1815 de placer l'armée sous le commandement du général prussien Gebhard Leberecht von Blücher. Il nomme August Neidhardt von Gneisenau chef d'état-major général et Karl von Grolman quartier-maître général. Les premiers préparatifs avec la formation de trois corps (50 000 hommes), en partie issus des forces armées du Grand-duché de Berg, sont entrepris par le général Friedrich von Kleist en tant que commandant en chef de l'armée avec son poste de commandement à Juliers (de).
Selon le plan de guerre, qui est rapidement convenu entre les puissances de la coalition au Congrès de Vienne, l'armée de Basse-Rhénanie doit être déployée aux côtés d'une armée anglo-néerlandaise rassemblée aux Pays-Bas et dirigée par le duc de Wellington, et une armée russe sur le Rhin moyen sous Barclay de Tolly ainsi qu'une armée sur le Rhin supérieur composée d'unités autrichiennes, bavaroises, du Wurtemberg, du Bade, de Hesse-Darmstadt et d'autres unités confiées à la direction de Charles Philippe de Schwarzenberg, mettant fin au règne des Cent Jours de Napoléon. 
L'effectif de toutes les troupes est calculé à 800 000 hommes.
L'armée de Blücher (116 897 hommes) est composée de 99 715 fantassins, 11 879 cavaliers et 5 303 artilleurs, répartis entre les corps suivants :
- 1er corps (30 831 hommes) sous les ordres de Hans Ernst Karl von Zieten[5]
- 2e corps (31 758 hommes) initialement sous les ordres de Ludwig von Borstell, plus tard sous les ordres de Georg Dubislav Ludwig von Pirch[6]
- 3e corps (23 980 hommes) sous les ordres de Johann Adolf von Thielmann[7]
- 4e corps (30 328 hommes) sous les ordres de Friedrich Wilhelm Bülow von Dennewitz[8]

Il y a également un corps d'armée nord-allemand composé d'unités hessoises, thuringiennes et autres (25 000 hommes) sous les ordres de Friedrich von Kleist, de sorte que Blücher commande un total de 141 897 hommes. Cependant, selon les informations de Blücher, seuls 130 000 hommes environ sont réellement présents.
Alors que les armées de Barclay de Tolly et de Schwarzenberg n'arrivent sur le Rhin que le 1er juillet 1815, l'armée de Blücher de Basse-Rhénanie peut achever la mobilisation, affronter la Grande Armée dans les batailles de Ligny et de Wavre (deux victoires françaises) et, avec l'armée de Wellington, décider de la bataille de Waterloo (victoire des Alliés).